# Luena (Spanje)
Luena is een gemeente in de Spaanse provincie en regio Cantabrië met een oppervlakte van 90,54 km². Luena telt 615 inwoners (1 januari 2016).

## Demografische ontwikkeling
Bron: INE, 1857-2011: volkstellingen